# Geranomyia cornigera
Geranomyia cornigera is een tweevleugelige uit de familie steltmuggen (Limoniidae). De wetenschappelijke naam werd voor het eerst geldig gepubliceerd door Charles P. Alexander in 1913.
De soort komt voor in het Oriëntaals gebied, meer bepaald in de Filipijnen